# Lucio Godoy
Lucio Godoy (Paraná (Argentina), 1958) és un músic argentí compositor de bandes sonores per a pel·lícules, guanyador d'un Goya a la millor cançó original.
Va estudiar als conservatoris de Buenos Aires, Boston i París; va viure a París de 1978 a 1985, on va entrar en contacte amb la música de cinema. Després va voler estudiar composició de pel·lícules a la Universitat del Sud de Califòrnia, però finalment es va matricular al Berklee College of Music. Va viure a Boston durant més de set anys. Després va tocar en diverses bandes durant diversos anys abans de traslladar-se a Espanya el 1992, on es va establir com a compositor de cinema i va compondre la banda sonora de Los lunes al sol, Amador i Un cuento chino Godoy va ser nominat tres vegades als Premis Goya, i finalment va guanyar el Goya a la millor cançó original el 2007 per la seva cançó "Tiempo pequeño" a La educacion de las hadas.
Des del 2013 és director del màster de bandes sonores per cinema, televisió i videojocs al campus Berklee de València.

## Filmografia
- Cenizas a las cenizas (1993)
- Cachorro (1996) '
- Pintadas (1996)
- El Ramo de flores (1996)
- Sangre ciega (1994)
- Ataque verbal (1999)
- Marta y alrededores (1999)
- Manolito Gafotas (1999)
- La primera noche de mi vida 1998)
- Las razones de mis amigos (2000)
- Carretera y manta (2000)
- Intacto (2001)
- Mujeres en un tren (2001)
- El Cielo abierto (2001)
- Carlos contra el mundo (2002)
- Los Lunes al sol (2002)
- Rencor (2002)
- EL lugar donde estuvo el paraíso (2002)
- El lápiz del carpintero (2003)
- El Principio de Arquímedes (2004)
- Non ti muovere (2004)
- Cachorro (2004)
- Melissa P. (2005)
- El Aura (2005)
- Heroína (2005)
- Hermanas (2005)
- Manchas (2005)
- Películas para no dormir: Regreso a Moira (2006) (TV)
- Los Aires difíciles (2006)
- Volando voy (2006)
- Blackthorn (2011)
- Un cuento chino (2011)
- Gran Hotel (2011)
- Bakery in Brooklyn (2016)
- Tiempo Después (2018)